# Devils de Bron Saint-Priest
Uniformes
Les Devils de Bron Saint-Priest est un club français de baseball et de softball basé à Saint-Priest, commune de l'Est lyonnais. Le club a été fondé en 1970 par la fusion de deux clubs évoluant à Bron et à Saint-Priest. 
Habitués de Nationale 1 et de Nationale 2 depuis leur fondation, aujourd'hui l'équipe fanion des Devils évolue en niveau régional, en R1.

## Histoire

### Origines (1970-2001)
C'est en 1970 qu'est fondé le premier club de baseball de Saint-Priest. En 1979, le club de Los Buhos de Saint-Priest Omnisport est créé. Il sera rejoint en 1992 par un nouveau club évoluant dans la même ville, les Cherokees de Saint-Priest, club surnommé parfois le Sporting. Le second club san-priod apparaît alors la même année qu'un autre club, créé dans la commune limitrophe de Bron ; les Bats de Bron. En 2000, Los Buhos fusionnent dans le club des Cherokees.

### L'entente sportive (2001)
Les deux clubs san-priods ayant fusionné entre-temps, les deux clubs de Bron et de Saint-Priest s'allient pour la première fois à l'occasion de la saison 2001 de baseball, pour laquelle ils parviennent à aligner une équipe en Nationale 1 (3e division) sous le nom de Baseball-Softball Club de Bron Saint-Priest. La toute jeune entente sportive, coachée par Pierre Veillot, termine 3e de sa poule.
À la suite de cette alliance réussie, les deux clubs de l'Est lyonnais fusionnent officiellement en 2002. Le club de baseball adopte alors le nom des Devils de Bron Saint-Priest, tandis que celui de softball intègre le surnom de l'omnisports de Saint-Priest, Los Buhos de Bron Saint-Priest. Le premier président élu du club est Gilles Coutanceau.

### Entre Nationale 1 et Nationale 2 (2002-2014)
La première saison des Devils est une réussite, car ils parviennent à atteindre la 2e place de Nationale 1, après une finale perdue face aux Panthères de Pessac. Le club ayant l'opportunité de former une entente avec les Arvernes de Clermont-Ferrand et ainsi de monter en Division 2, choisit de rester en Nationale 1 pour la saison 2003, faute de moyens financiers suffisants.
En 2003, le club élit Sylviane Garcia à la présidence, alors que Jérôme Poulain devient l'entraîneur de l'équipe de Nationale 1. La saison 2003 est une saison mitigée pour les Devils, qui sont plus performants pour les saisons 2004 et 2005, où ils arrivent en demi-finale de la phase finale. La saison 2006, en revanche, est catastrophique et les Devils se voient relégués en Nationale 2 à l'issue du championnat.
Leur passage en Nationale 2 au cours de la saison 2007 est court et se termine par une finale gagnée le 30 septembre avec un score de 14-8 face aux Cabs des Andelys. Le retour en Nationale 1 s'annonce bien pour les Devils qui finissent 3es de leur poule et atteignent les demi-finales en 2008, puis finissent 4es de leur poule la saison suivante. La saison 2010 annonce un avenir plus difficile pour le club san-priod, qui finit 3e d'une poule de six équipes, puis 5e et avant-dernier de leur poule en 2011.
De retour en Nationale 2 pour la saison 2013, ils s'inclinent en finale à Limoges les 26 et 27 octobre, 8-7 puis 20-0 face aux Hawks de La Guerche de Bretagne, et restent pour une deuxième saison consécutive en Nationale 2. La saison 2014 est moins bonne pour les Devils qui ne voient aucune opportunité de retourner dans la division supérieure.

### Déclin progressif jusqu'au niveau régional (depuis 2014)
La saison 2015 scelle le déclin que connaît le club depuis quelque temps. Ils finissent lors de cette saison, 3es et derniers de leur poule, et sont ainsi relégués au niveau régional, en R1, une division qui était restée jusqu'alors inconnue pour les Devils.
La saison 2016 offre aux joueurs de l'Est lyonnais l'opportunité de remonter en Nationale 2 et ils finissent ainsi champions de R1. Mais, faute de moyens financiers suffisants, les Devils sont condamnés à disputer une deuxième saison consécutive en R1

## Palmarès
Les Devils ont remporté une seule fois un championnat national :
- Champion de Nationale 2 (4e division) : 2007
- Champion de Région 1 (5e division) : 2016

Mais ils sont allés de nombreuses autres fois jusqu'aux demi-finales ou en finale du championnat qu'ils disputaient :
- Finaliste de Nationale 1 (2e division) : 2002
- Finaliste de Nationale 2 (4e division) : 2013
- Demi-finaliste de Nationale 1 (2e division) : 2004, 2005, 2008

## Bilan saison par saison
| Saison                                      | Division                                    | Classement Ph. de poule                     | Classement Ph. finale                       | Entraîneur                                  | Président                                   | Notes                                       |
| Baseball-Softball Club de Bron Saint-Priest | Baseball-Softball Club de Bron Saint-Priest | Baseball-Softball Club de Bron Saint-Priest | Baseball-Softball Club de Bron Saint-Priest | Baseball-Softball Club de Bron Saint-Priest | Baseball-Softball Club de Bron Saint-Priest | Baseball-Softball Club de Bron Saint-Priest |
| ------------------------------------------- | ------------------------------------------- | ------------------------------------------- | ------------------------------------------- | ------------------------------------------- | ------------------------------------------- | ------------------------------------------- |
| 2001                                        | Nationale 1                                 | 3e                                          | ?                                           | Pierre Veillot                              | /                                           |                                             |
| Devils de Bron Saint-Priest                 |                                             |                                             |                                             |                                             |                                             |                                             |
| 2002                                        | Nationale 1                                 | 1er                                         | 2e                                          | Pierre Veillot                              | Gilles Coutanceau                           | Finaliste                                   |
| 2003                                        | Nationale 1                                 | ?                                           | ?                                           | Jérôme Poulain                              | Sylviane Garcia                             |                                             |
| 2004                                        | Nationale 1                                 | ?                                           | ?                                           | Jérôme Poulain                              | Sylviane Garcia                             | Demi-finaliste                              |
| 2005                                        | Nationale 1                                 | ?                                           | ?                                           | Jérôme Poulain                              | Sylviane Garcia                             | Demi-finaliste                              |
| 2006                                        | Nationale 1                                 | ?                                           | NC*                                         | Jérôme Poulain                              | Sylviane Garcia                             | Relégation en N2                            |
| 2007                                        | Nationale 2                                 | 1er / 4                                     | 1er / 4                                     | Jérôme Poulain                              | Sylviane Garcia                             | Champion de N2                              |
| 2008                                        | Nationale 1                                 | 1er / 7                                     | 3e / 12                                     | Jérôme Poulain                              | Sylviane Garcia                             | Demi-finaliste                              |
| 2009                                        | Nationale 1                                 | 4e / 7                                      | 11e / 12                                    | Jérôme Poulain                              | Sylviane Garcia                             |                                             |
| 2010                                        | Nationale 1                                 | 3e / 6                                      | NC*                                         | Jérôme Poulain                              | Sylviane Garcia                             |                                             |
| 2011                                        | Nationale 1                                 | 5e / 6                                      | NC*                                         | Jérôme Poulain                              | Sylviane Garcia                             | Relégation en N2                            |
| 2012                                        | Saison non disputée                         | Saison non disputée                         | Saison non disputée                         | Saison non disputée                         | Sylviane Garcia                             |                                             |
| 2013                                        | Nationale 2                                 | 1er / 4                                     | 2e / 8                                      | Jean-Philippe Julien                        | Sylviane Garcia                             | Finaliste                                   |
| 2014                                        | Nationale 2                                 | ?                                           | ?                                           | Jean-Philippe Julien                        | Sylviane Garcia                             |                                             |
| 2015                                        | Nationale 2                                 | 3e / 3                                      | NC*                                         | Jean-Philippe Julien                        | Sylviane Garcia                             | Relégation en R1                            |
| 2016                                        | Régional 1                                  | 1er                                         | 1er                                         | Jean-Philippe Julien                        | Sylviane Garcia                             | Champion de R1                              |
| 2017                                        | Régional 1                                  | saison en cours                             | saison en cours                             | Jean-Philippe Julien                        | Sylviane Garcia                             |                                             |

*NC : non classé - ne participe pas aux matchs de phase finale.

## Personnalités liées au club

### Présidents
Depuis la création du club en 2002, deux présidents se sont succédé à la tête des Devils de Bron Saint-Priest :
- 2002-2003 :  Gilles Coutanceau
- depuis 2003 :  Sylviane Garcia

Sylviane Garcia, présidente du club depuis 2003, est également vice-présidente de la Ligue Auvergne-Rhône-Alpes de baseball et de softball (LRAABS) depuis 2017.

### Entraîneurs
Depuis la création du club en 2002, trois entraîneurs se sont succédé :
- 2002-2003 :  Pierre Veillot
- 2003-2011 :  Jérôme Poulain
- depuis 2013 :  Jean-Philippe Julien

Jean-Philippe Julien, actuel entraîneur des Devils, joue également dans le club. Il peut ainsi occuper les postes de joueur de champ extérieur et de joueur de première et de deuxième base.

## Structures du club
Les matchs à domicile des Devils sont joués au Terrain de Revaison, situé dans le quartier du même nom, à Saint-Priest. Le terrain respecte les normes imposées par la Fédération Française de Baseball et Softball (FFBS), mais ne dispose d'aucun équipement fixe pour l'accueil des supporters.
La plupart des entraînements et des tournois d'hiver du club ont lieu dans le gymnase André Boulloche, à Bron. Certains entraînements du club prennent également place au Terrain de Parilly, situé dans le parc du même nom, dans la commune limitrophe de Vénissieux. D'autres ont lieu à l'intérieur des gymnases Gérard Philipe, Jacques Brel, Léon Perrier ou au Stade Jacques Joly, tous ces équipements sportifs étant situés à Saint-Priest.

## Autres équipes
Le club des Devils de Bron Saint-Priest réuni en son sein six équipes de baseball et deux équipes de softball, soit un total de huit équipes pour près de 150 joueurs licenciés. Toutes les équipes sont encadrées par des entraîneurs diplômés.

### Baseball
En plus de l'équipe fanion masculine de baseball évoluant en R1 lors de la saison 2017, une seconde équipe existe également, celle-ci évoluant au niveau inférieur, en R2.
Les Devils ont aussi une équipe de cadets (15U) et deux équipes de minimes (12U). Les équipes sont mixtes. L'équipe une des minimes 12U a, en outre, été classée 5e de France en 2016, et ont été vainqueurs de leurs championnats en 2014 et 2016.
Il existe pour finir, une équipe de poussins (9U).

### Softball
Les Devils disposent de deux équipes de softball pour les adultes. Une équipe féminine (les joueuses sont surnommées les Diablesses), et une équipe mixte.